# 스피어만 브라운 공식
스피어만 브라운 공식(Spearman-Brown formula) 혹은 브라운 스피어만 공식은 심리측정 및 교육측정 분야에서 스피어만 브라운 예측 공식, 스피어만 브라운 예언 공식 등으로도 지칭된다. 스피어만 브라운 공식은 검사의 길이를 변경시켰을 때 검사의 신뢰도를 예측하는 공식으로 사용된다. 혹은, 검사의 임의의 반분간 상관관계에서 항목간 신뢰도를 구하기 위한 반분 신뢰도 공식으로도 사용된다.

## 예측식의 계산
예측 공식 {\displaystyle {\rho }_{xx'}^{*}}은 다음과 같다.
{\displaystyle {\rho }_{xx'}^{*}={\frac {n{\rho }_{xx'}}{1+(n-1){\rho }_{xx'}}}}.
여기서, n은 새롭게 만들어진 검사가 현재 검사의 몇 배인지의 비율, {\displaystyle {\rho }_{xx'}^{*}}은 현재 검사의 신뢰도이다.
이 공식은 현재 검사의 n배, 즉 현재 검사와 평행(parallel)인 n개의 검사를 만들었을 때 새 검사의 신뢰도를 예측한다.
예를 들어, n=2는 현재 검사와 동일한 속성을 가진 항목을 추가하여 검사의 길이를 두 배로 늘린다는 것을 의미한다.
1보다 작은 n을 쓸 경우, 검사를 줄일 때의 효과를 예측할 수 있다.

## 검사 길이의 예측
위의 공식을 정리하면, 특정 수준의 신뢰도를 얻기 위해서는 현재의 검사가 얼마나 더 길어져야 하는지도 예측할 수 있다.
{\displaystyle n={\frac {{\rho }_{xx'}^{*}(1-{\rho }_{xx'})}{{\rho }_{xx'}(1-{\rho }_{xx'}^{*})}}}

## 반분 신뢰도
타우동등 신뢰도(tau-equivalent reliability)가 개발되기 전까지, 반분 신뢰도는 항목간 신뢰도를 구하는 유일한 방법으로 활용되었다. 즉, 전체 항목을 임의의 절반으로 나눈 후, 항목간 상관관계를 스피어만 브라운 공식에 의해 신뢰도로 변환하는 것이다.
{\displaystyle {\rho }_{xx'}={\frac {2{\rho }_{12}}{1+{\rho }_{12}}}}
여기서, {\displaystyle {\rho }_{12}}은 예를 들면 짝수문항번호와 홀수문항번호간의 반절씩 반분한 피어슨 상관관계를 표현한다. 위의 공식은 앞서 제시한 예측식에서 n=2를 대입한 것이다. 타우동등 신뢰도의 개발 이후 반분 신뢰도 계수로서 스피어만 브라운 공식은 거의 사용되지 않지만, 경우에 따라 이 방법이 유용하다고 주장하는 학자들도 있다. 한편 크론바흐 알파 계수도 신뢰도가 높다.

### 다른 반분 신뢰도 계수와의 관계

#### 반분 평행 신뢰도
Cho(2016)는 기존의 신뢰도 계수들이 역사적으로 부정확하고 무의미한 이름과 무원칙적이고 비일관적인 공식 표현을 갖고 있다고 비판하면서 체계적 명칭과 공식 표현을 사용할 것을 제안하였다. 스피어만 브라운 공식의 가정은 두 반분이 평행(parallel)하다는 것, 즉 두 반분의 분산이 같다는 것이다. 스피어만 브라운 공식에 제안된 체계적 명칭은 반분 평행 신뢰도(split-half parallel reliability)이다. 또한, 다음과 같은 체계적 공식이 제안되었다.
{\displaystyle {\rho }_{SP}={\frac {4{\rho }_{12}}{4{\rho }_{12}+2(1-{\rho }_{12})}}}

#### 반분 타우동등 신뢰도
반분 평행 신뢰도는 현실의 자료가 쉽게 충족하기 어려운 엄격한 가정을 요구한다. 반분 타우동등 신뢰도(Split-half tau-equivalent reliability)는 두 반분의 분산이 서로 같지 않은 경우에 사용될 수 있는 반분 신뢰도 계수이다. Flanagan-Rulon({\displaystyle {\rho }_{FR1}}, {\displaystyle {\rho }_{FR2}}), Guttman({\displaystyle {\lambda _{4}}})에 의해 다음과 같은 공식들이 제안되었다.
{\displaystyle {\rho }_{FR1}={\frac {4{\rho }_{12}{\sigma }_{1}{\sigma }_{2}}{{\sigma }_{1}^{2}+{\sigma }_{2}^{2}+2{\rho }_{12}{\sigma }_{1}^{2}{\sigma }_{2}^{2}}}},
{\displaystyle {\rho }_{FR2}=1-{\frac {{\sigma }_{D}^{2}}{{\sigma }_{X}^{2}}}},
{\displaystyle {\lambda }_{4}=2(1-{\frac {{\sigma }_{1}^{2}+{\sigma }_{2}^{2}}{{\sigma }_{X}^{2}}})}.
여기서 {\displaystyle {\sigma }_{1}}, {\displaystyle {\sigma }_{2}}, {\displaystyle {\sigma }_{X}},{\displaystyle {\sigma }_{D}}는 각각 첫번째 반분, 두번째 반분, 두 반분의 합, 두 반분의 차이의 분산이다.
겉보기와는 달리, 이 공식들은 모두 대수적으로 동일하다. 그 체계적 공식은 다음과 같다.
{\displaystyle {\rho }_{ST}={\frac {4{\rho }_{12}}{{\sigma }_{X}^{2}}}}.

#### 반분 동류 신뢰도
반분 타우동등 신뢰도는 두 반분의 길이가 같다는 가정을 갖고 있다. 반분 동류 신뢰도(Split-half congeneric reliability)는 이 가정을 완화시킨 반분 신뢰도이다. 단, 주어진 정보보다 추정해야 하는 모수가 더 많기 때문에 또 다른 가정이 필요하다. Raju(1970)는 각 반분의 상대적 길이가 알려져 있을 때의 반분 동류 신뢰도 계수를 발표하였다. Angoff(1953)과 Feldt(1975)는 각 반분의 길이가 각각의 분산과 공분산의 합에 비례한다고 가정했을 때의 반분 동류 신뢰도를 발표하였다.

## 역사
스피어만 브라운 공식은 Brown (1910)과 Spearman (1910)이 British Journal of Psychology에 동시에 발표한 논문에서 유래한다. 찰스 스피어만은 킹스 칼리지 런던에 함께 근무하던 칼 피어슨과 사이가 좋지 않았으며, 둘은 서로를 비판하고 조롱하는 논문을 주고 받았다. 브라운은 피어슨의 지도를 받아 박사학위를 받았다. Brown은 박사 학위 논문의 중요한 부분을 Spearman의 연구를 비판하는 데 할애했다. 이 공식에서 스피어만이 브라운보다 먼저 등장하는 것은 스피어만이 브라운보다 더 명성이 높은 학자이기 때문이다. 예를 들어, 스피어만은 신뢰도에 대한 최초의 이론을 정립하였으며, "고전적 신뢰도 이론의 아버지"라고 지칭된다. 즉, 마태 효과 혹은 스티글러의 명명법칙의 한 사례이다.
다음의 이유에서 이 공식은 브라운 공식, 혹은 브라운 스피어만 공식으로 지칭되어야 한다. 첫째, 오늘날 우리가 사용하는 공식은 Spearman(1910)이 제안한 버전이 아니라, Brown(1910)이 제안한 버전이다. 반분신뢰도 공식도 Brown(1910)만이 명시적으로 제시하였다. 둘째, Brown(1910)의 공식 유도가 Spearman(1910)보다 더 간결하고 우아하다. 셋째, Brown(1910)의 논문이 Spearman(1910)보다 먼저 쓰여졌을 가능성이 높다. Brown(1910)은 그의 박사 학위 논문에 기반하고 있으며, 이 논문이 발표될 당시에 그는 이미 박사학위를 취득한 상태였다. Spearman(1910)은 Brown(1910)을 비판했지만, Brown(1910)은 Spearman(1904)만을 비판하였다.넷째, 저자들을 알파벳 순서로 표기하는 것이 미국 심리학회의 인용 원칙(APA 양식)이다.

## 같이 보기
- 고전검사이론
- 크론바흐 알파 계수